# Serge Pellé
Pour les articles homonymes, voir Pellé.
 (octobre 2018).
Si vous disposez d'ouvrages ou d'articles de référence ou si vous connaissez des sites web de qualité traitant du thème abordé ici, merci de compléter l'article en donnant les références utiles à sa vérifiabilité et en les liant à la section « Notes et références ».
Serge Pellé, né  en 1969, est un dessinateur de bande dessinée français qui a réalisé Orbital avec Sylvain Runberg.

## Biographie

### Jeunesse
Né en 1969, Serge Pellé reçoit un certificat d'aptitude professionnelle de maquettiste publicitaire en 1989 à l'école Brassart dans laquelle il a passé trois années durant. Il commence donc une carrière dans la publicité à Paris.

### Carrière
Après une rencontre avec Laurent Galmot aux éditions des Vents d'Ouest en 1993, Serge Pellé réalise des albums de commande en compagnie de Thomas Mosdi. Avec ce dernier, trois ans plus tard, il co
réalise avec Etienne Leroux Golden Tiger sous le pseudonyme de Torgnoll. En tant que scénariste et dessinateur, il réalise son premier album Le Grand chambardement édité chez Le Téméraire en 1998.
Après un passage d'entre les décors de théâtre, le jeu vidéo et le dessin animé, il signe avec Sylvain Runberg, en 2005, pour la création d'Orbital chez Dupuis.

## Œuvres

### Séries
sous le pseudo de Torgnoll
- Golden Tiger (1996)
- Le Grand chambardement (1998)

sous son nom
- Orbital (2006)